# لیب
لیب یک نام خانوادگی‌ست و ممکن است به موارد زیر اشاره کند:
- مایکل لیب، سناتور آمریکایی
- ویلهلم ریتر فون لیب، سیاستمدار آلمانی